# Macron
Macron («Макрон») — промышленная итальянская компания, специализирующаяся на выпуске спортивной одежды и обуви. Главный офис компании находится в небольшом городке Креспеллано, недалеко от административного центра провинции Болонья.

## История
Компания Macron была основана в 1971 году как дистрибьютор американских спортивных брендов в Италии. До 1994 года деятельность компании была сосредоточена на импорте спортивной продукции из США. Значительное расширение компании произошло в 1994 году и совпало с переездом главного офиса в Креспеллано.
С 1994 года компания занялась производством продукции под собственным брендом, и в 2001 году подписала первый спонсорский контракт с итальянским футбольным клубом «Болонья». В 2005 году компания вышла за пределы внутреннего рынка.
В 2014 году между Macron и английским клубом «Болтон Уондерерс», был подписан контракт об именовании домашней арены клуба названием «Макрон Стэдиум», название оставалось за ареной до 2018 года.
Начиная с 2012 года, компания выступала техническим спонсором следующих клубов: «Торпедо Москва», «Арсенал Тула», «Архентинос Хуниорс», «Сток Сити», «Мюнхен 1860», «Наполи», «Лацио», «Спортинг Лиссабон», «Мальорка», «Реал Бетис», «Осер» и множества других.
Начиная с 2022 года, компания выступает техническим спонсором следующих клубов: «Кристал Пэлас», «Сампдория», «Эллас Верона», «Брюгге», «Ноттингем Форест», «Базель», «Реал Сосьедад», «Ницца» и множество других клубов.
Помимо экипировки футбольных клубов, компания занимается поставкой экипировки для команд по бейсболу, баскетболу, волейболу, футзалу, гандболу, регби. Имеет спонсорские контракты с рядом национальных сборных и профессиональных клубов по вышеперечисленным игровым видам спорта.